# Kino Vzlet
Vzlet (také Bio Vzlet nebo Produkční dům Vzlet) je kulturní centrum na nároží Holandské a Norské ulice u Heroldových sadů v Praze 10 – Vršovicích. Bylo postaveno jako sokolské kino v roce 1921 ve stylu art deco. Stavitel byl Bohumil Hrabě. Provoz kina vydělal v roce 1932 na stavbu nové budovy Sokola Vršovice.
V hlavním sále se nachází památkově chráněné promítací plátno v podobě unikátní sádrové stěny z roku 1923.
V současnosti se ve Vzletu nachází multifunkční kulturní centrum a kavárna. Pořádají se zde koncerty, divadelní představení, besedy, konference, komunitní setkání, program pro děti a další akce. Ve Vzletu sídlil také historicky první sál pro virtuální realitu. 

## Historie
V roce 1902 věnovala vršovická obec místnímu Sokolu pozemek v tehdejších Městských sadech (dnes Heroldovy sady) vedle Vršovického zámečku. Prostor byl původně využíván ke sportovním účelům, v roce 1920 zde došlo k výstavbě letního cvičiště a budovy kina. To bylo otevřeno o rok později. V budově se nacházely také šatny a skladiště cvičebního nářadí, pořádaly se tu i schůze řídících složek jednoty a různé kulturní a společenské akce.
Po roce 1948 byl objekt vyvlastněn. Kino zde fungovalo do poloviny 70. let 20. století, později zde byly sklady filmového archivu. Po převratu v roce 1989 se budova dostala do majetku hlavního města Prahy, které ji dne 31. 1. 2002 ve zdevastovaném stavu svěřilo Městské části Praha 10. V roce 2007 byla budova pronajata architektovi a scénografovi Michaelu Klangovi, který se zavázal budovu rekonstruovat na kulturní centrum a výměnou dostal 15letý nájem zdarma.
Mezi roky 2007–2009 zde začala probíhat generální rekonstrukce. Autorem projektu byl její nájemce Michael Klang. Po několika letech však Klangovi došly peníze na rekonstrukci, na konci roku 2012 tak byla nájemní smlouva zrušena a budova se vrátila do správy Prahy 10. Kvůli údajně nepovoleným zásahům muselo před otevřením dojít k dalším úpravám. Vzhledem k tomu, že na další rekonstrukci objektu neproběhlo výběrové řízení podle zákona o veřejných zakázkách, uložil Úřad pro ochranu hospodářské soutěže Praze 10 v roce 2016 pokutu ve výši 100 000 Kč. Později byla na rekonstrukci vyhlášena nová soutěž.

## Současnost
Budovu zrekonstruovala Praha 10 a 1. září 2021 se slavnostně otevřela pro svůj nový účel. Vzlet dostal podtitul „vršovická kulturní křižovatka“ a dává prostor živému umění. Současný Vzlet založily tři pražské kulturní organizace: autorské divadlo Vosto5, barokní orchestr Collegium 1704 a vršovický biograf Kino Pilotů.  První ředitel Vzletu až do roku 2022 byl Petr Prokop (producent), jeden z členů souboru Vosto5, který zde působí nadále jako programový ředitel. Vedení Vzletu po něm přebrala dvojice Alžběta Macolová a Jan Macola. 
Součástí Vzletu je nově i galerie. Jde o nové výstavní místo pro výtvarné umění ve veřejném prostoru Vršovic. Jedná se o prostor na fasádě, který jako první pokryl site specific dílem Krištof Kintera a na něj navázala Eva Koťátková. Další součástí Galerie Vzlet je stěna ve velkém foyer. Prvním vystavovaným umělcem se stal Jan T. Urant, jehož díla byla zapůjčena ze soukromé sbírky. K prezentaci umění dochází také v prostoru s názvem Rohovka. Ve Vzletu vystavoval například Vladimir 518, Vendula Chalánková, David Böhm, Jiří Franta, Alena Kotzmannová či Jakub Bachorík.  
Dalším projektem, který byl součástí Vzletu, je Brejlando. Jedná se o projekt, který vznikl v období pandemie. Přibližuje divadelní zážitky ve virtuální realitě.   